# 2101-es mellékút (Magyarország)
A 2101-es számú mellékút egy négy számjegyű mellékút Pest vármegyében, a Gödöllői-dombság nyugati peremvidékén, az észak-pesti agglomerációban. Dunakeszit köti össze Gödöllővel, Fót és Mogyoród lakott területének legfontosabb útja.

## Nyomvonala
A 2-es főútból ágazik ki, annak a körülbelül 17+250-es kilométerszelvényénél lévő körforgalmú csomópontjából, Dunakeszi Alsótabán városrészében. Első szakasza északkelet felé vezet, Szent István utca néven, majd hamar kelet-délkeleti irányba fordul, helyi neve itt Bajcsy-Zsilinszky utca. Körülbelül 1 kilométer megtétele után híddal keresztezi a váci vasút nyomvonalát, majd egy újabb körforgalmú csomópontba ér. Itt kiágazik belőle északkelet felé a 21 101-es mellékút, a 2101-es út pedig Fóti út néven halad tovább kelet-délkeleti irányban.
3,5 kilométer megtétele után ér el egy újabb körforgalmú csomópontot, ide torkollik be az M2-esről Hont felől leágazó 20 402-es számú csomóponti ág, illetve innen ágazik ki az autóútra budapesti irányban rávezető 20 427-es számú ág is. Áthalad az M2 fölött – már fóti területre érve –, majd még a 4-es kilométere előtt leágazik belőle dél felé az autóútra Hont felé rávezető 20 401-es számú ág és becsatlakozik hozzá az onnan budapesti irányból kihajtó 20 426-os számú ág is.
Fóton az első szakaszának neve Keleti Márton utca, majd a Győrffy István utca nevet veszi fel. 5 kilométer megtétele után keresztezi a vácrátóti vasútvonalat, majd kiágazik belőle nyugat felé a 21 303-as út, amely csak Fót vasútállomáshoz vezet. Ezután Kossuth Lajos utca lesz a neve, így halad át a város központján; közben néhány száz méteren közös szakaszon halad a 2102-es úttal, méghozzá egymással szemben számozódva. A 2102-es kiágazása kevéssel a 2101-es hatodik kilométere előtt található, észak felé, dél felőli betorkollása pedig kb. 400 méterrel keletebbre. A szétválás után a 2101-es nagyjából délkelet felé halad tovább, egy rövid szakaszon Vörösmarty Mihály tér, majd Vörösmarty Mihály utca néven.
7,5 kilométer megtétele után lép át Mogyoród területére, a lakott terület nyugati szélét 8,4 kilométer után éri el, de közvetlenül előtte még áthalad egy körforgalmon, ahol az M3-as autópálya itteni csomópontját kiszolgáló 2139-es út ágazik ki belőle. Ezt követően végigkanyarog a település központján, helyi neve először Fóti út, majd Gödöllői út. Tizenegyedik kilométere után áthalad a sztráda pályatestje alatt, majd körülbelül a 12+300-as kilométerszelvényénél beletorkollik észak-északkelet felől a 21 109-es út, annak 6+600 kilométerszelvénye közelében. Mielőtt elérné a 13. kilométerét, szintben keresztezi a gödöllői HÉV vágányait, előtte kiágazik belőle a mogyoródi HÉV-állomáshoz vezető 21 306-os út. 15,167 kilométer megtétele után ér véget, a 3-as főútba torkollva, annak 25. kilométerénél; utolsó méterein már gödöllői területen húzódik.

## Története
1934-ben a kereskedelem- és közlekedésügyi miniszter 70 846/1934. számú rendelete a teljes hosszában harmadrendű főúttá nyilvánította, 202-es útszámozással.